# Oscar Scolfaro
Oscar Scolfaro (Campinas, 4 de setembro de 1937 - Campinas, 9 de setembro de 2017) foi um árbitro de futebol brasileiro.
Foi representante do Brasil no quadro de árbitros da FIFA entre as décadas de 1970 e 80.

## Carreira
De família tradicional de Campinas, Oscar Scolfaro passou pela Liga Campineira de Futebol e começou a apitar pela Federação Paulista em 1971. Em 1972, em um Choque-Rei, Oscar Scolfaro mostrou 4 cartões amarelos em 4 minutos de clássico. Em 1977, foi o árbitro que apitou a inauguração oficial do Estádio Major José Levy Sobrinho, em Limeira. Em 1978, quando o atacante Serginho Chulapa deu um chute na canela do bandeirinha Vandevaldo Rangel na partida entre Botafogo de Ribeirão Preto e São Paulo, Scolfaro relatou o fato que resultou em punição inicial de 14 meses de suspensão ao agressor, com redução de pena para 11 meses.
Posteriormente, foi filiado à CBF, apitou as finais dos Campeonatos Brasileiros de 1979 (Internacional campeão sobre o Vasco) e 1982 (Flamengo campeão em cima do Grêmio, quando foi acusado de beneficiar o Flamengo). Também em 1982, foi acusado de ter "roubado" o Sport no Recife contra o Flamengo de Zico.
Ao todo, atuou em 155 partidas por competições nacionais.
O árbitro também teve participações em sete edições da Copa Libertadores e foi a uma Copa América, em 1979, que não teve sede fixa. Scolfaro também apitou um jogo das Eliminatórias para a Copa do Mundo de 1982.
Foi comentarista de futebol na TV e no rádio quando encerrou a carreira em 1982.
Se aposentou da Sanasa de Campinas, onde também trabalhou no 5º Cartório de Notas.
Depois de aposentado, virou empresário, tendo um lava-rápido em Campinas.

## Morte
Oscar faleceu em 9 de setembro de 2017 aos 80 anos, por insuficiência cardíaca causada por um câncer.